# Doussard
Doussard is een gemeente in het Franse departement Haute-Savoie (regio Auvergne-Rhône-Alpes). De plaats maakt deel uit van het arrondissement Annecy. Doussard telde op 1 januari 2022 3.688 inwoners.

## Geografie
De gemeente ligt aan het Meer van Annecy. De oppervlakte van Doussard bedroeg op 1 januari 2022 20,14 vierkante kilometer; de bevolkingsdichtheid was toen 183,1 inwoners per km².

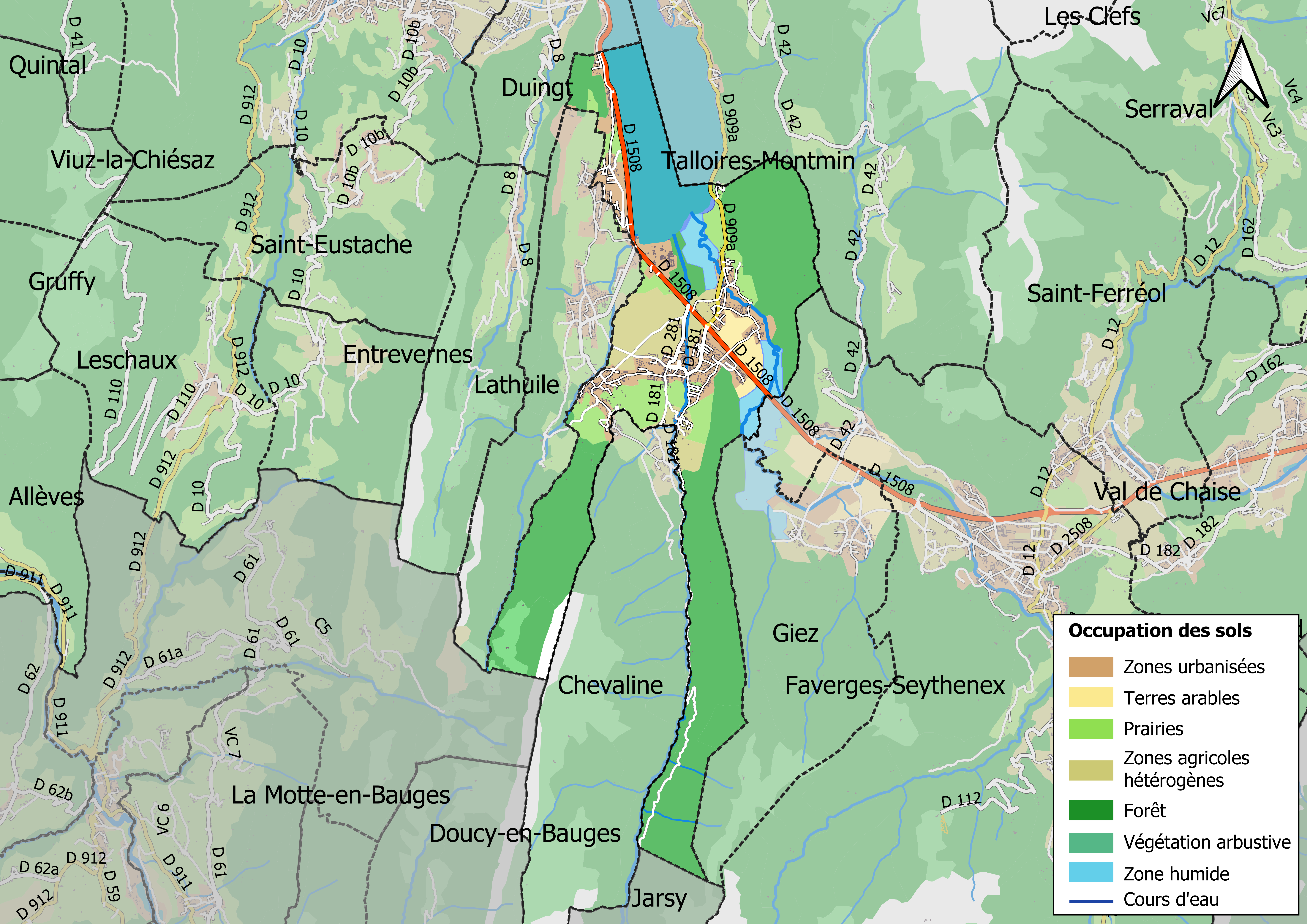
Kaart van de gemeente met de belangrijkste infrastructuur, bodemgebruik en omliggende gemeenten

## Demografie
Onderstaande figuur toont het verloop van het inwonertal (bron: INSEE-tellingen).